# Boulemane (provins)
Boulemane (arabiska: إقليم بولمان, franska: Province de Boulemane) är en provins i Marocko.   Den ligger i regionen Fès-Meknès, i den nordöstra delen av landet, 280 km öster om huvudstaden Rabat. Antalet invånare är 185 110. Arean är 14 395 kvadratkilometer.